# 波德波羅日耶區
60°49′42″N 33°50′51″E / 60.82833°N 33.84750°E
波德波羅日耶區（俄语：Подпорожский район），是俄羅斯的一個區，位於該國西北部，由列寧格勒州負責管轄，面積7,679平方公里，2010年人口13,000，人口密度每平方公里1.69人。